# ¿Juegas o qué?
¿Juegas o qué? fue un concurso de televisión español producido por RTVE en colaboración con Secuoya para su emisión diaria en La 1. El formato, presentado por Adriana Abenia, Alberto Arruty, Amanda Párraga, David Amor, Leonor Lavado, Luis Larrodera, Manu Sánchez, Raúl Cano y Teresa Sánchez, se emitió entre el 15 de julio y el 21 de septiembre de 2019. Se trataba de la adaptación del concurso británico Ready or Not.

## Mecánica
En el programa, un grupo de cómicos va por las calles intentando convencer a viandantes anónimos para participar en sus juegos. Estos deben contestar correctamente preguntas de cultura general para ganar. El formato consta de ocho juegos en total:
- El ascensor: El juego comienza con una cámara oculta realizada a una persona anónima que va a utilizar un ascensor. Al llegar el ascensor, se abre y la persona se encuentra con Manu Sánchez, quien le planteará preguntas de cultura general si acepta el reto.

- Un, dos, tres ¡sorpresa!: Una persona para a otra en la calle fingiendo que va a hacerle una encuesta. Sin embargo, inmediatamente se encuentra con Luis Larrodera y comienza el juego en el que tendrá que contestar las preguntas que le haga el presentador.

- Pillados con el carrito de los helados: En esta prueba, Leonor Lavado acude a lugares veraniegos con un carrito de helados para jugar con quien se acerque.

- Adrenalina: En un atracciones, acuáticos, circuitos, etc., Adriana Abenia hará una pregunta con respuestas múltiples y el concursante deberá contestar todas las que pueda mientras dura la atracción.

- El hombre enigma: Raúl Cano recorre disfrazado las calles más concurridas de las ciudades y hace preguntas rápidas con una sola respuesta posible a los concursantes.

- El hombre topo: Alberto Arruty está escondido y asoma la cabeza de repente entre dos personas para hacerles preguntas a uno y a otro. Solo uno de ellos podrá ganar el dinero.

- Arenas calientes: Amanda Párraga y David Amor recorren las playas de España con un juego de preguntas y respuestas.

- Mira quién habla: Teresa Sánchez, fingiendo ser una anciana en apuros, capta a una persona para pedirle como favor que le sujete a su mascota. Una vez que el perro está en manos del participante, este plantea por sorpresa las preguntas mediante un altavoz.

## Versiones extranjeras
| País        | Título       | Canal   | Presentador(es)                                                   | Estreno             | Final             |
| ----------- | ------------ | ------- | ----------------------------------------------------------------- | ------------------- | ----------------- |
| Reino Unido | Ready or Not | BBC One | Tom Allen, Matthew Crosby, London Hughes, Sam & Mark y Matt Ralph | 31 de marzo de 2018 | 5 de mayo de 2018 |

## Audiencias
| Temporada | Temporada | Episodios | Estreno             | Final                    | Audiencia media | Audiencia media | Audiencia media |
| Temporada | Temporada | Episodios | Estreno             | Final                    | Espectadores    | Cuota           |                 |
| --------- | --------- | --------- | ------------------- | ------------------------ | --------------- | --------------- | --------------- |
|           | 1         | 43        | 15 de julio de 2019 | 21 de septiembre de 2019 | N/A             | N/A             |                 |
| Total     | Total     | 43        | 2019                | 2019                     | N/A             | N/A             |                 |